# Джефф Раус
Джефф Раус (англ. Jeff Rouse, 6 грудня 1970) — американський плавець.
Олімпійський чемпіон 1992, 1996 років.
Чемпіон світу з водних видів спорту 1991, 1994 років.
Переможець Пантихоокеанського чемпіонату з плавання 1989, 1991, 1993, 1995 років.
Переможець Панамериканських ігор 1995 року.